# 新音乐杂志
《新音乐杂志》（德語：Neue Zeitschrift für Musik，缩写：NZM）是一本德国音乐杂志。由罗伯特·舒曼和他的老师（未来的岳父）弗里德里希·维克、密友路德维希·舒克一同创办，首期于1834年4月3日在莱比锡出版，发行至今几乎从未中断。舒曼承担了早期的大部分编辑工作，并使用笔名发表了大量音乐评论文章，大力支持柏辽兹、肖邦和勃拉姆斯等青年音乐家，抨击当时庸俗的音乐风气。
《新音乐杂志》目前由美因茨的硕特音乐出版，致力于当代音乐趋势。